# Kevin Suárez Fernández
Pour les articles homonymes, voir Suárez et Fernández.
Kevin Suárez Fernández (né le 14 juin 1994 à Los Corrales de Buelna) est un coureur cycliste espagnol, membre de l'équipe Nesta-Skoda Alecar et spécialiste du cyclo-cross.

## Biographie
En 2015, il est sacré champion d'Espagne de cyclo-cross espoirs.

## Palmarès en cyclo-cross
- 2009-2010
  - 3e du championnat d'Espagne de cyclo-cross cadets
- 2011-2012
  -  Champion d'Espagne de cyclo-cross juniors
  - VIII Cyclo-cross de Medina de Pomar juniors, Medina de Pomar
  - XIX Cyclo-cross de Karrantza juniors, Karrantza
  - Trofeo Ayuntamiento de Muskiz juniors, Muskiz
  - Side Event juniors, Igorre
- 2012-2013
  - 2e du championnat d'Espagne de cyclo-cross espoirs
- 2013-2014
  - Champion des Asturies de cyclo-cross
- 2014-2015
  -  Champion d'Espagne de cyclo-cross espoirs
  - Cyclo-cross d'Igorre
- 2015-2016
  - 2e du championnat d'Espagne de cyclo-cross
- 2016-2017
  - 2e du championnat d'Espagne de cyclo-cross
- 2019-2020
  - Coupe d'Espagne #3, Karrantza
  - 2e du championnat d'Espagne de cyclo-cross
- 2020-2021
  - 2e du championnat d'Espagne de cyclo-cross
  - 2e de la Coupe d'Espagne
- 2021-2022
  - Gran Premi Les Franqueses, Les Franqueses del Vallès
  - Coupe d'Espagne #1, Pontevedra
  - 2e du championnat d'Espagne de cyclo-cross
  - 3e de la Coupe d'Espagne
- 2022-2023
  - Classement général de la Coupe d'Espagne
    - Coupe d'Espagne #1, Gijón
    - Coupe d'Espagne #4, Laudio
    - Coupe d'Espagne #5, Karrantza
    - Coupe d'Espagne #6, Tarancón
    - Coupe d'Espagne #7, Alcobendas

  - iii Ciclocross Internacional con Da Romaiña-concello de Sanxenxo, Sanxenxo
  - 3e du championnat d'Espagne de cyclo-cross
- 2023-2024
  - Coupe d'Espagne #1, Gijón
  - Coupe d'Espagne #2, Pontevedra
  - Coupe de France #2, Quelneuc
- 2024-2025
  - Classement général de la Coupe d'Espagne
    - Coupe d'Espagne #1, Gijón
    - Coupe d'Espagne #2, Marín
    - Coupe d'Espagne #4, Karrantza
    - Coupe d'Espagne #5, Tarancón
    - Coupe d'Espagne #6, Alcobendas
    - Coupe d'Espagne #7, Xàtiva

  - Ciclocrosse de Melgaço, Melgaço
  - Amurrioko Ziklo-Krossa, Amurrio

## Palmarès sur route
- 2015
  - 1re étape du Tour de Tolède
- 2017
  - 1re étape du Tour de La Corogne
  - 3e du Circuit d'Escalante
- 2018
  - Trofeo San Juan y San Pedro
  - Trofeo San Antonio
- 2019
  - Mémorial Santisteban
- 2020
  - 1re étape du Tour de Cantabrie
- 2023
  - 3e de la Clásica de Pascuilla

## Palmarès en VTT

### Championnats d'Espagne
- 2016
  - 2e du championnat d'Espagne de cross-country espoirs